# Redunca
Redunca là một chi động vật có vú trong họ Bovidae, bộ Artiodactyla. Chi này được C. H. Smith miêu tả năm 1827. Loài điển hình của chi này là Antilope redunca Pallas, 1767.

## Hình ảnh

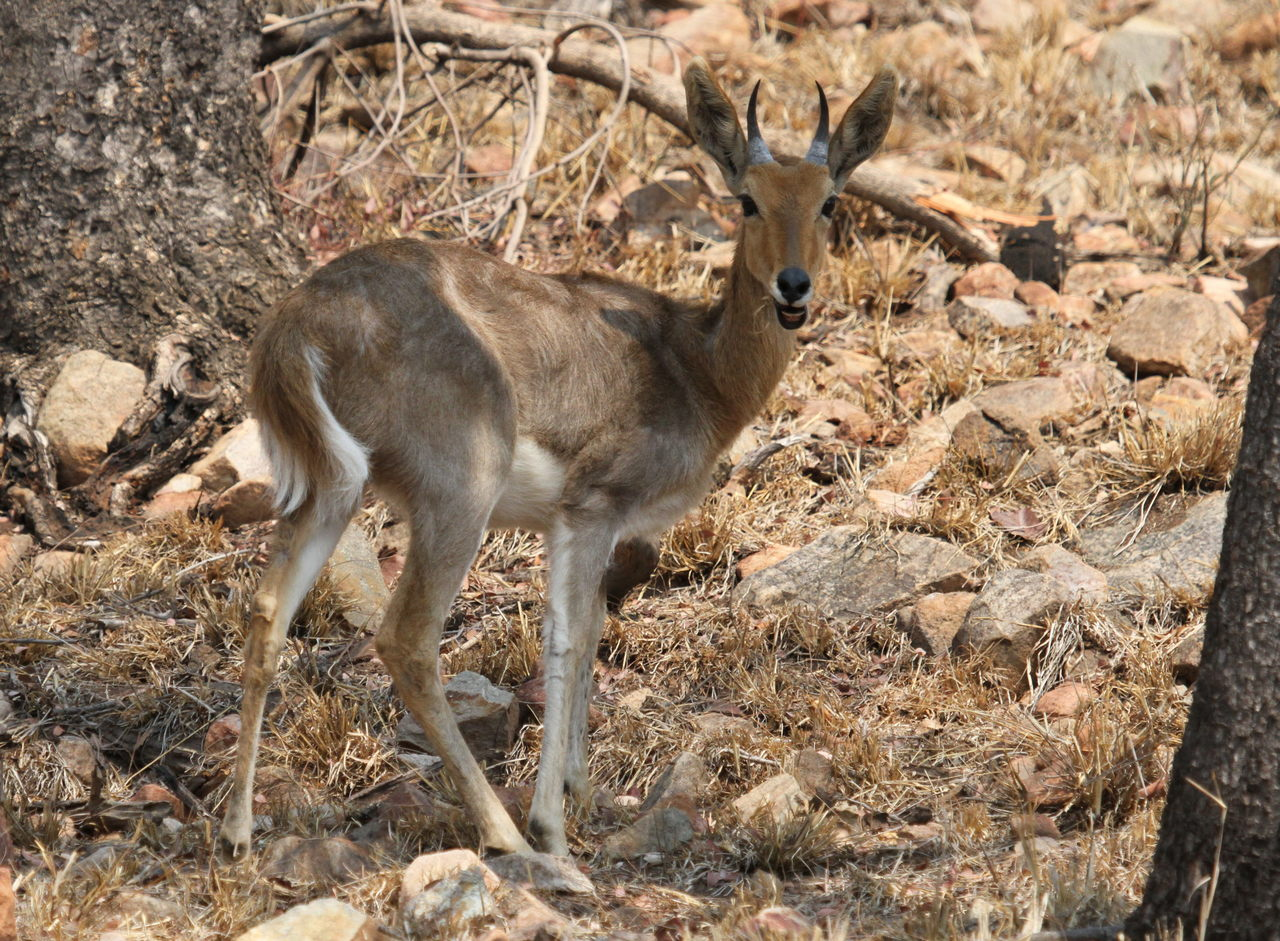
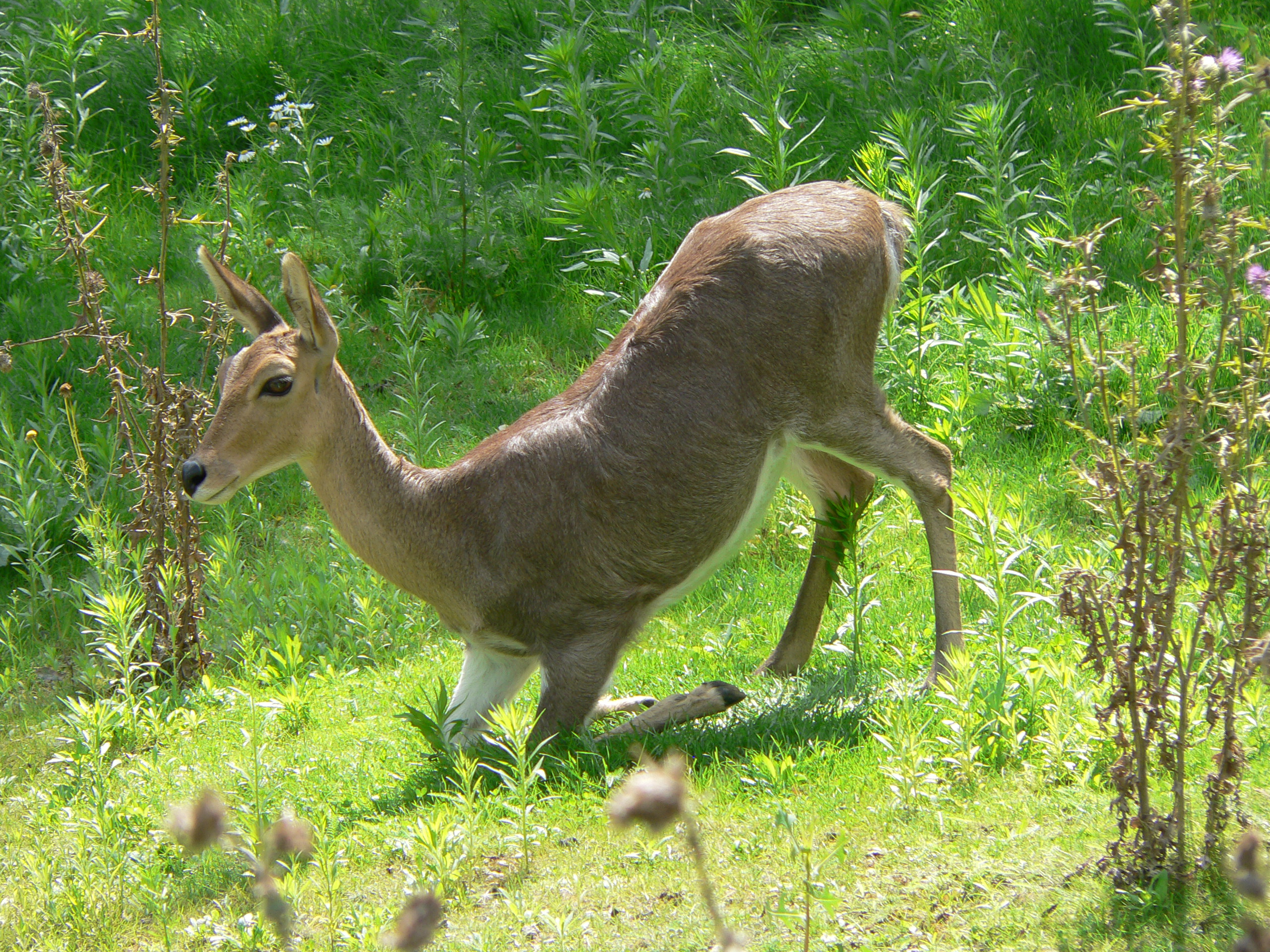
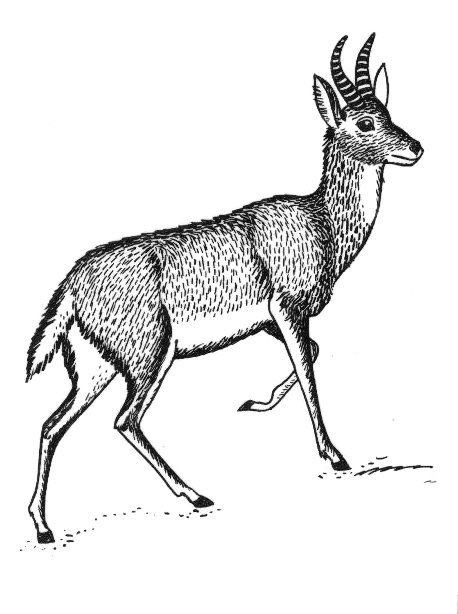

## Các loài
Chi này gồm các loài: